# Stay Away, Joe
Stay Away, Joe er en amerikansk film fra 1968. Filmen, hvis hovedrolle blev spillet af Elvis Presley, blev produceret af Douglas Laurence på MGM og havde Peter Tewksbury som instruktør.
Filmen blev indspillet fra den 9. oktober til den 27. november 1967 og havde premiere den 8. marts 1968. Den havde dansk premiere den 14. oktober 1968.
Stay Away, Joe var den 26. i rækken af film med Elvis Presley. Filmen, hvis manuskript blev skrevet af Michael A. Hoey efter novellen Stay Away, Joe af Dan Cushman, handler om en luddoven kvægopdrætter og hans søn Joe, som får masser af chancer, men forspilder dem alle og i stedet bruger tiden til piger, fester og masser af sprut.
Stay Away, Joe blev optaget i Metro-Goldwyn-Mayer Studios, Culver City, Californien og i Sedona, Arizona, USA.
Den danske titel på Stay Away, Joe var Arizona Joe.

## Rollefordelingen
De væsentligste roller i Stay Away, Joe var besat således:
- Elvis Presley - Joe Lightcloud
- Burgess Meredith - Charlie Lightcloud
- Joan Blondell - Glenda Callahan
- Katy Jurado - Annie Lightcloud
- Thomas Gomez - Bedstefar
- Henry Jones - Slager

## Musik
Filmens 5 sange blev alle indspillet hos RCA i deres Studio B i Nashville i tidsrummet oktober 1967 – januar 1968.
Sangene var:
- "Stay Away, Joe" (Sid Wayne, Ben Weisman) – 1. oktober 1967
- "Lovely Mamie" (ukendt – se nedenfor)
- "Dominick" (Sid Tepper, Roy C. Bennett) – 1. oktober 1967
- "All I Needed Was The Rain" (Fred Wise, Ben Weisman) – 1. oktober 1967
- "Stay Away" (Sid Tepper, Roy C. Bennett) – 16. januar 1968

Stay Away, Joe var den første i den stribe af film nær afslutningen på Presleys skuespillerkarriere, hvor soundtrack'ene ikke blev udsendt som LP eller EP, noget som ellers havde været kutume siden Wild in the Country i 1961. Faktisk var det udelukkende "Stay Away" (der er en omskrivning af den gamle "Greensleeves") som blev udsendt samtidig med filmen, idet den var B-side på singlen "U.S. Male".
"Lovely Mamie", som der kun blev sunget et kort brudstykke af i filmen, er aldrig blevet udsendt på plade eller CD. Den har samme melodi som den gamle franske folkemelodi "Alouette".
"Stay Away, Joe" og "All I Needed Was The Rain" dukkede op på opsamlingsalbums de kommende år (Let's Be Friends og Singer Presents Elvis Singing Flaming Star And Others), mens den resterende sang ("Dominick") forblev u-udsendt til efter Presleys død, og blev først udsendt på albummet Kissin' Cousins/Clambake/Stay Away, Joe fra 1994.
Endnu en sang, "Goin' Home" (Joy Byers), var optaget til filmen, men blev ikke anvendt. Den blev senere udsendt som "bonussang" på soundtracket fra Presleys næstfølgende film, Speedway.